# Pierre Alard
Pierre Alard (ur. 17 września 1937 w Bordeaux, zm. 13 stycznia 2019 w Luçon) – francuski lekkoatleta, specjalista rzutu dyskiem, dwukrotny olimpijczyk.

## Kariera sportowa
Odpadł w kwalifikacjach rzutu dyskiem kolejno na: igrzyskach olimpijskich w 1956 w Melbourne, mistrzostwach Europy w 1958 w Sztokholmie, igrzyskach olimpijskich w 1960 w Rzymie i mistrzostwach Europy w 1962 w Belgradzie.
Zajął 5. miejsca w tej konkurencji na igrzyskach śródziemnomorskich w 1963 w Neapolu.
Alard był 11 razy mistrzem Francji w rzucie dyskiem w latach 1956, 1959–1965 i 1967–1969, wicemistrzem w tej konkurencji w 1962 i 1966 oraz brązowym medalistą w 1958. Był również wicemistrzem w pchnięciu kulą w 1960.
Ośmiokrotnie poprawiał rekord Francji w rzucie dyskiem doprowadzając go do wyniku 55,32 (30 września 1962 w Colombes). Jego rekord życiowy wynosił 56,26 m (6 września 1969 w Colombes).